# Àngel Rangel Zaragoza
Àngel Rangel Zaragoza (la Ràpita, Montsià, 28 d'octubre del 1982) és un exfutbolista professional català que jugava a la posició de lateral dret.

## Carrera futbolística
Durant la seva època al futbol espanyol, Rangel va jugar al CD Tortosa, CF Reus Deportiu, Girona FC, UE Sant Andreu i Terrassa FC, sempre en equips de Catalunya) i mai més amunt de la Segona Divisió B. L'estiu de 2007, va signar amb el Swansea City AFC, a la League One Anglesa amb un contracte per un any, basat en el seu rendiment i per una xifra no revelada. El també català Robert Martínez era l'entrenador de l'equip.
En la seva primera temporada amb el Swansea, Rangel va tenir un paper fonamental al club gal·lès en el seu retorn a la segona divisió després de 24 anys d'absència, com a campions de lliga. El 27 de novembre de 2007, va marcar el seu primer gol com a Swan, marcant a vuit minuts del final en una victòria per 1–0 davant el Hartlepool United. Només dues setmanes després, i també al Liberty Stadium, va marcar en la victòria per 3-0 davant el Southend United FC.
Al final de la temporada, Rangel va ser un dels cinc jugadors del Swansea que van formar part del PFA League One Team of the Year, junt amb Ferrie Bodde, Garry Monk, Andy Robinson i el màxim golejador de la lliga, Jason Scotland. Va continuar jugant regularment per al club durant els anys següents i, a mitjans de febrer del 2010, va renovar per un any. A principis de la temporada 2010–11, això no obstant, va estar apartat dels terrenys de joc durant algunes setmanes a causa d'un esquinç muscular.
Rangel va ser designat millor defensa de la Premier League al novembre de 2011.

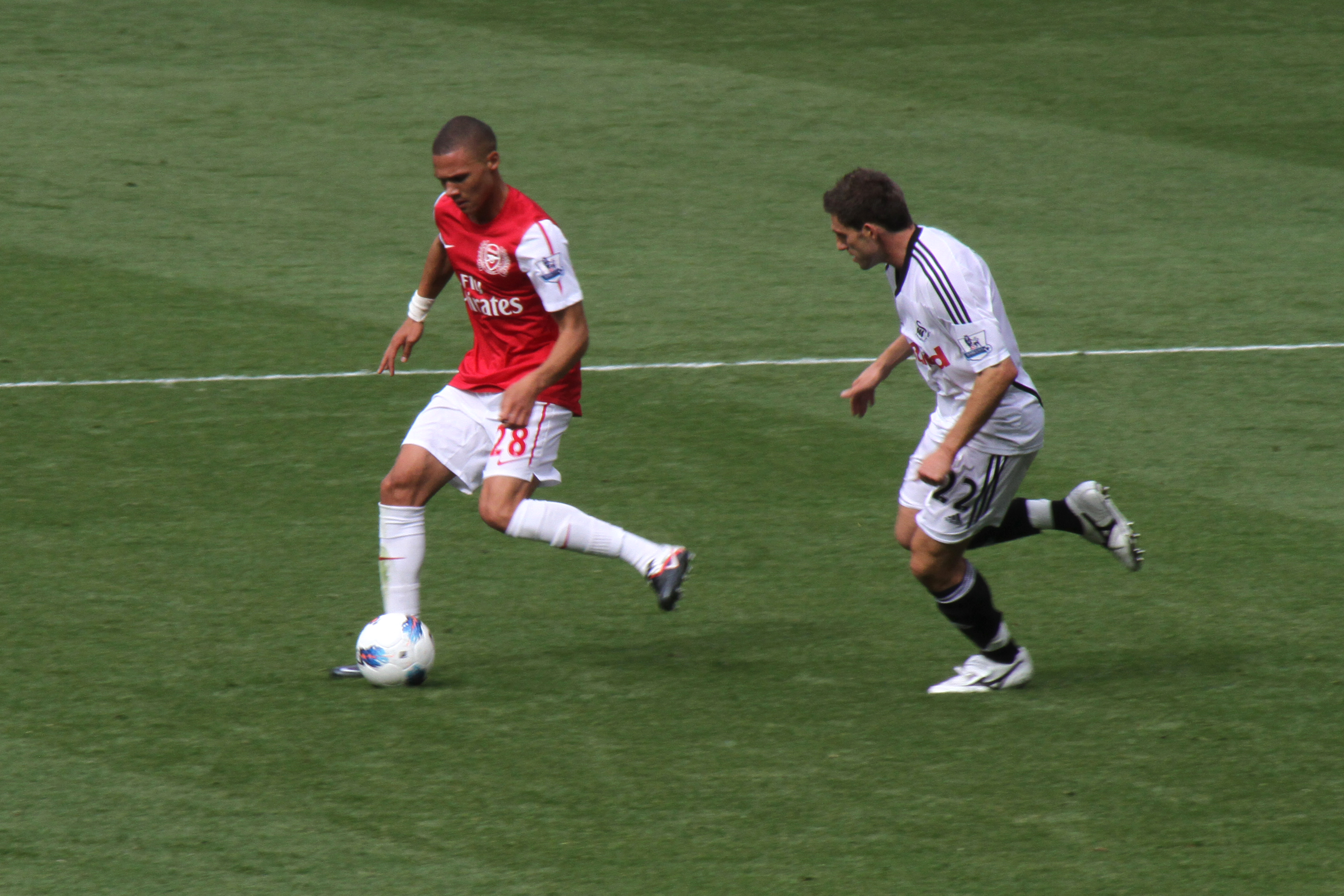
Rangel defensant Kieran Gibbs (Arsenal) el setembre de 2011.